# 赤溪岳氏家族墓
赤溪岳氏家族墓位於四川省巴中市南江縣，文物遺址年代判定為清。2012年7月16日公佈為第八批四川省文物保護單位。

## 簡介[2]
赤溪岳氏家族墓位於四川省巴中市南江縣赤溪鄉西廂村二組，為清嘉慶二十五年所建土塚石碑墓。墓葬由土塚、墓碑、供案、牌坊組成，占地寬5公尺，長21.6公尺。墓碑為石質仿木構牌樓式三重簷瓦屋面廡殿頂，四柱三開間，面闊4.1公尺，高4.6公尺，厚1.6公尺。碑前6公尺處立三重簷石質仿木構牌坊1通，寬5公尺，厚1.8公尺，高4.2公尺，中間兩立柱上都陰刻楷體碑聯，下部圓雕瑞獸；正面簷下鏤雕斗拱，枋上深浮雕人物戲劇圖案，神主處陰刻楷體“恩賜耆老”；背面各枋均深浮雕人物戲劇團案。赤溪岳氏家族墓保存完整、雕刻精美，具有較高的歷史、藝術價值。第三次全國文物普查新發現。